# Annie Fuenmayor
Annie Marie Fuenmayor Fuenmayor (Maracaibo, Zulia, Venezuela; 17 de mayo de 1993) es una modelo venezolana, ingeniero industrial y ganadora de concursos de belleza que fue seleccionada como Miss Supranational Venezuela 2013. Fuenmayor también representó a la Costa Oriental en el Miss Venezuela 2015. De igual modo, Fuenmayor representó a Venezuela en el Miss Supranacional 2013, logrando posicionarse dentro del Top 20.

## Vida y carrera

### Primeros años
Fuenmayor nació en Maracaibo, Zulia. Annie obtuvo una licenciatura en Ingeniería Industrial, y la misma se desempeña como mánager de proyectos. También ha realizado estudios en piano clásico.

## Concursos de belleza
Annie inició su curso en el mundo de los concursos de belleza al participar en el Reinado de la Feria del Lago 2012, representando a Santa Inés. El evento final realizado el 24 de octubre de 2012.

### Miss Supranational Venezuela 2013
Al año siguiente, Annie fue seleccionada para representar a Venezuela en el concurso internacional, Miss Supranacional.

### Miss Supranacional 2013
Ella representó a Venezuela en el certamen Miss Supranacional 2013, que se realizó el 6 de septiembre de 2013 en el Palacio de los Deportes de Minsk, en Minsk, Bielorrusia. Fuenmayor pudo clasificar dentro del grupo de 20 semifinalistas.
En 2014, con el surgimiento de las protestas antigubernamentales en Venezuela. Fuenmayor en conjunto con sus compañeras latinas iniciaron la campaña #PrayForVenezuela, ello a través de las redes sociales.

### Miss Venezuela 2015
Annie fue seleccionada una vez más para representar a su región natal, Costa Oriental, esta vez en el Miss Venezuela 2015, Fuenmayor compitió con otras 24 candidatas a la disputada corona. Desafortunadamente, Annie no clasificó dentro del grupo de semifinalistas. Con Fuernmayor se cumple la última participación de Costa Oriental en la historia del Miss Venezuela.

## Controversias
En 2018, Fuenmayor emitió acusaciones en contra de Giselle Reyes, profesora de pasarela de Miss Venezuela, por una supuesta red de prostitución de su parte.

## Cronología
| Predecesor: Ema Golijanin Katie Starke Karina Ramos Julia Prokopenko Nieves Sánchez Solène Froment Natalia Coto Rachael Howard Sigrun Eva Àrmannsdottir Elissa Estrada Agnieszka Karasiewicz Gabriela Berríos Chantel Martínez Michelle Gildenhuys Periskia Laing | Miss Supranacional Top 20 Semifinalistas (con Esma Voloder, Veronika Chachyna, Raquel Benetti, Suzette Hernandez, Hilary Ondo, Vijaya Sharma, Diana Kubasova, Héloïse Paulmier, Khin Wint Wah, Angelika Ogryzek, Desirée del Río, Yana Dubnik, Thanyaporn Srisen y Kateryna Sandułova) 2013 | Sucesor: Marisol Arrillaga Yvonne Amores Kristina Martsinkevich Gabriela Clesca Charlotte Molina Yvethe Santiago Elena Zama Ida Ovmar Mylene Clavien Tinnita Griffith |
| Predecesor: Diamilex Alexander | Miss Supranational Venezuela 2013 | Sucesor: Patricia Carreño |
| Predecesor: María José Marcano Ríos | Miss Costa Oriental 2015 | Sucesor: Retiro |